# Dejan Radonjić (calciatore)
Dejan Radonjić (Tettnang, 23 luglio 1990) è un ex calciatore tedesco naturalizzato croato, di ruolo attaccante.